# L'Orbrie
L'Orbrie è un comune francese di 795 abitanti situato nel dipartimento della Vandea nella regione dei Paesi della Loira.

## Simboli
Lo stemma è stato adottato nel 1979. La prima partizione riprende lo stemma della famiglia Chabot.

## Società

### Evoluzione demografica
Abitanti censiti